# Louis Willaume
Louis-Charles Willaume, né le 31 mai 1874 à Lagny-sur-Marne et mort le 8 octobre 1949 à Bois-Colombes, est un peintre, graveur et illustrateur français.

## Biographie
Élève des peintres William Bouguereau et de Gabriel Ferrier, il expose pour la première fois en 1898 au Salon des artistes français, un portrait. Il se présente régulièrement à ce salon jusque dans les années 1930. En 1903, il expose un pastel intitulé Le Parc réservé, Saint-Cloud au Salon d'Automne, puis en 1904, une toile, le Portrait de Pierre Granet, au salon de la Société nationale des beaux-arts : son adresse parisienne est alors mentionnée au 64 rue Jean-de-La-Fontaine.
Devenu sociétaire du Salon des artistes français, il y expose à la veille de la Première guerre mondiale une série d'eaux-fortes et de pointes sèches originales comprenant des paysages et un portrait.
En 1920, il reçoit le prix de la Société des paysagistes, puis en 1923, le prix Corot. En 1929, il décroche la médaille d'or à la Section des gravures.
Avec Maurice Achener, il collabore activement à la maison d'édition de la Société de Saint-Eloy qui publie dans les années 1930 la série des « Petites villes de France ».
Il est l'auteur de plus de 500 eaux-fortes, dont un fonds important est conservé au département des estampes de la BNF. Il illustra un certain nombre d'ouvrages.
Le musée d'Orsay conserve son tableau intitulé Le Pont des Saints-Pères (exécuté avant 1927).
Une rue porte son nom à Bois-Colombes.

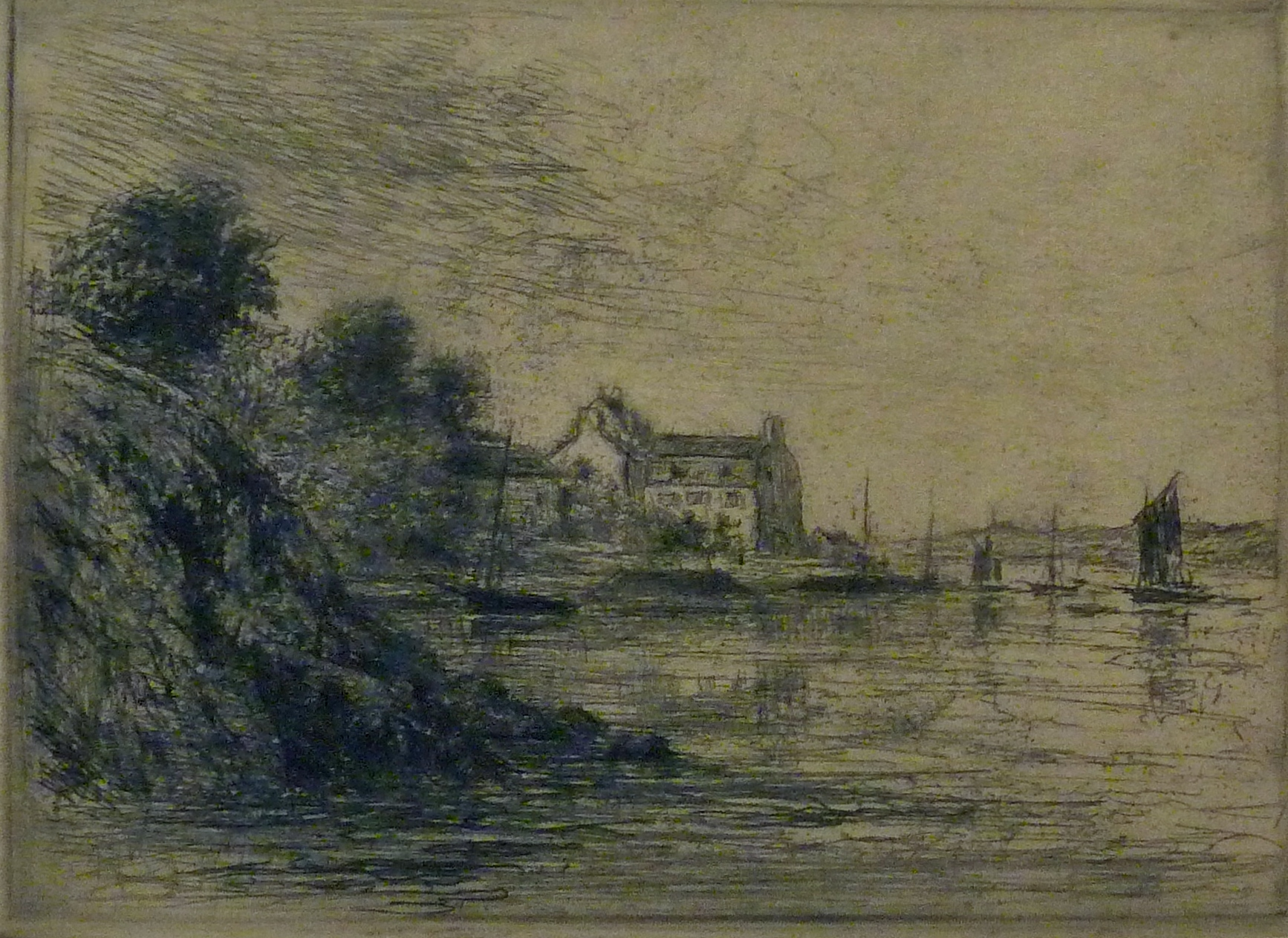
Le Pouldu (eau-forte, 1937, musée de Pont-Aven)
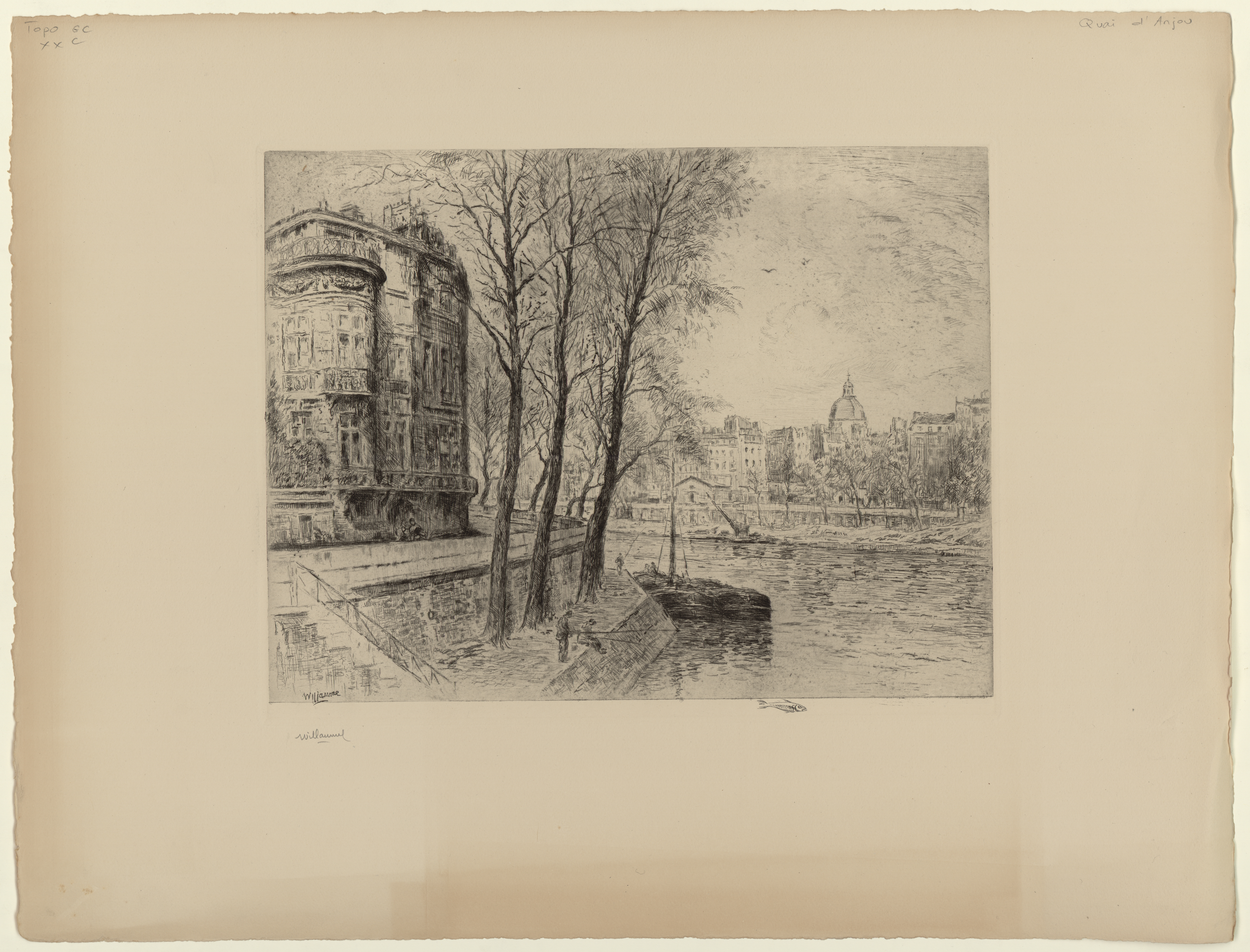
Pêcheurs sur l'Île Saint-Louis, quai d'Anjou (eau forte, s.d., musée Carnavalet)

## Critique
L'essayiste Janine Bailly-Herzberg le présente ainsi : « Louis Willaume nous laisse un œuvre gravé fécond mais sans grande personnalité. Les sujets qu’il traite sont « gentils » uniquement fait pour plaire, représentés avec un grand classicisme et sans spontanéité. Il aime à griffer son cuivre avec la pointe pour obtenir une sorte de fouillis léger ».

## Ouvrages illustrés
- Octave Aubert, Les bottes de Valmy, ill. avec Paul Carrey, Librairie d'éducation de la jeunesse, [1900].
- Paul Féval, La Fée des Grèves. Légende Bretonne, ill. avec P. Carrey, Limoges, Librairie du XXe siècle, 1910.
- Léon Gosset et Edmond Pilon, Le Charme de Paris : jardins, quais et fontaines, ill. avec André de Doba et Charles Samson, Édition d'Art H. Piazza, 3 vol., 1930.